# Anne Gainsford

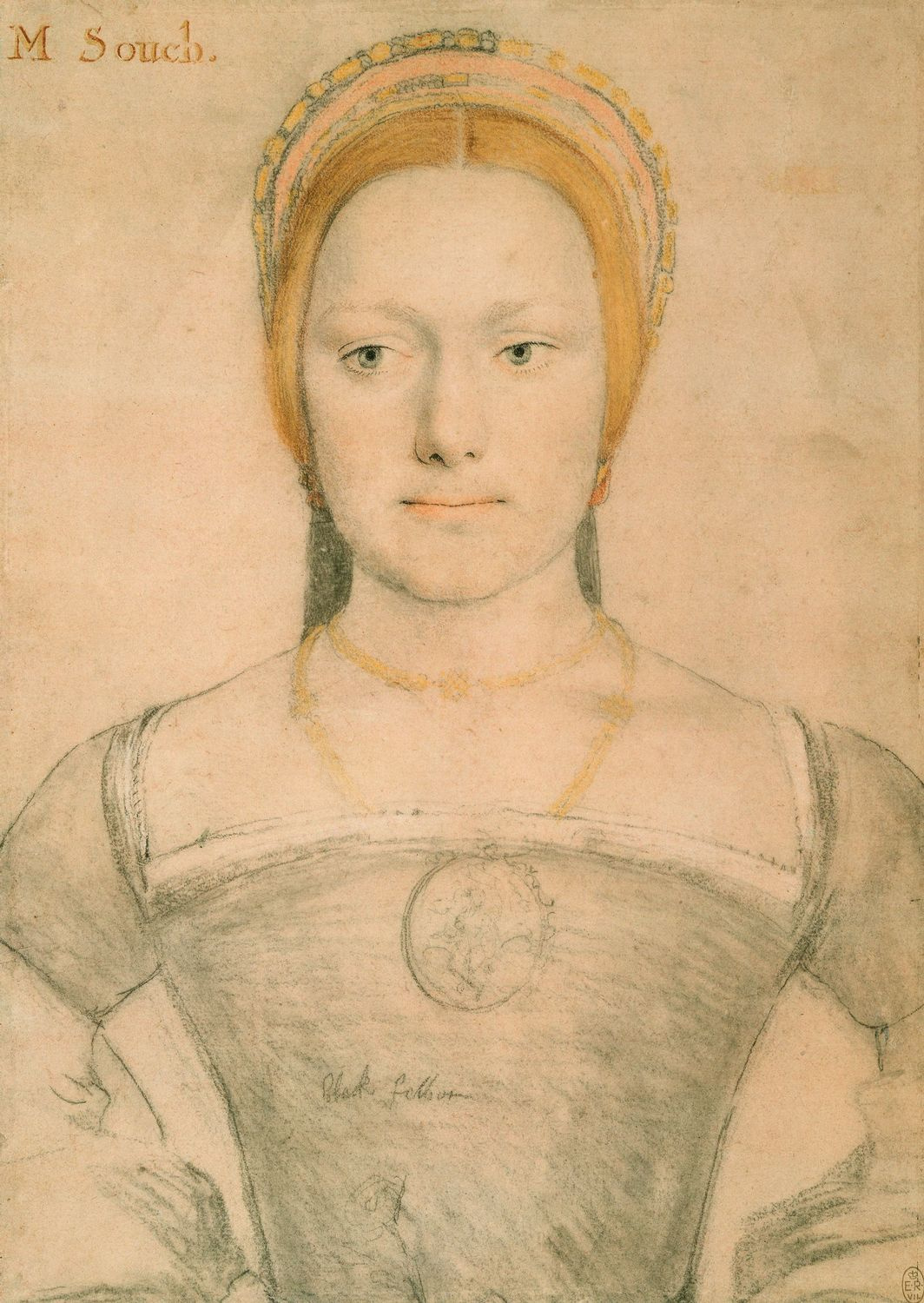
Kreideporträt, gemalt von Hans Holbein

Anne Gainsford, Lady Zouche (* in Crowhurst; † um 1590), war eine enge Freundin und Hofdame der englischen Königin Anne Boleyn.

## Leben und Wirken
Anne Gainsford wurde als Tochter von John Gainsford und Anne Hawte geboren. Sie war bereits 1528 Teil des Haushalts von Anne Boleyn, bevor diese 1533 die zweite Ehefrau von Heinrich VIII von England wurde. Sie diente Anne Boleyn vor und nach ihrer eigenen Heirat mit Sir George Zouche of Codnor, mit dem sie acht Kinder bekam.
George Wyatt, der erste Biograph von Anne Boleyn, schrieb sein Buch über die Königin größtenteils über Informationen, die auf den Erinnerungen von Anne Gainsford basierten.